# Flugzeugabsturz bei Soest

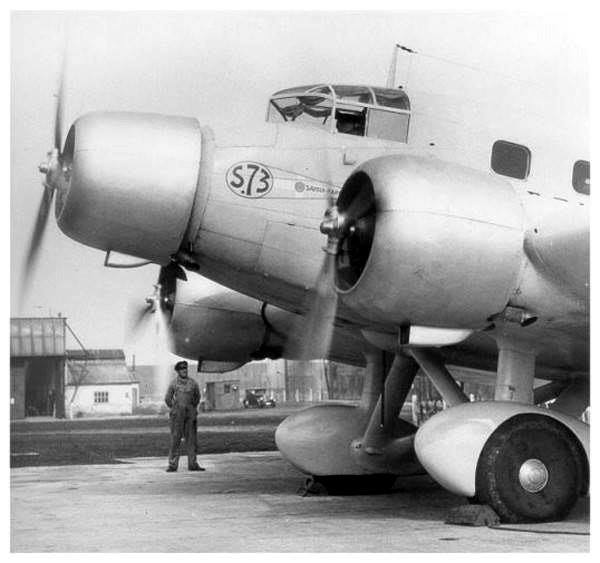
Ein baugleiches Flugzeug

Der Flugzeugabsturz bei Soest ereignete sich am 10. Oktober 1938. Ein Flugzeug vom Typ Savoia-Marchetti SM.73 der belgischen Fluggesellschaft Sabena ging aus ungeklärten Gründen auf dem Weg von Düsseldorf nach Berlin aus der Reiseflughöhe in einen Sturzflug über und zerbrach. Bei dem Absturz kamen alle 4 Besatzungsmitglieder und alle 16 Fluggäste ums Leben. Die Ursache des Unglücks konnte nicht geklärt werden.
Der Pilot konnte noch einen Absturz im Wohngebiet von Günne (9 km südwestlich von Soest) verhindern, das Flugzeug zerschellte auf einem Feld. Unter den Passagieren waren drei führende Mitarbeiter der Rheinmetall-Borsig AG. Es war der schwerste Unfall einer Savoia-Marchetti SM.73, lange Zeit der schwerste Unfall der Fluggesellschaft Sabena und damals auch einer der schwersten Flugzeugabstürze in Deutschland. Nach dem Absturz fand man die Maschine auf dem Rücken liegend auf einem Feld. Eine Tragfläche und Propellerteile wurden an anderer Stelle gefunden.

## Hergang
Die in Brüssel gestartete Maschine befand sich nach einem Zwischenstopp in Düsseldorf auf dem Weg nach Berlin. In der Reiseflughöhe von 5000 Fuß (1524 m) kam die Maschine in ein Unwetter. Kurz darauf wurden die Piloten gebeten, einer anderen Maschine auszuweichen. Etwas später ging sie plötzlich in einen Sturzflug über. Die Piloten schafften es noch, die Maschine von einem bewohnten Gebiet wegzuziehen, bevor eine Tragfläche abbrach. Das Flugzeug drehte sich auf den Rücken und stürzte in dieser Lage auf ein Feld nahe Günne (Kreis Soest) in der Provinz Westfalen. Die Tragfläche und Propellerteile wurden erst später an einer anderen Stelle gefunden. 
Unter den Passagieren waren drei hochrangige Manager der Firma Rheinmetall-Borsig AG – unter ihnen der Vorstandsvorsitzende Friedrich Luther und der Prokurist Ernst Maurach –, Walter Kappes, ein Beamter des Heereswaffenamtes, mit seiner Frau und drei Kindern sowie der Journalist Paul Ullmann vom Berliner Tageblatt.
Mitglieder der Crew
- Joseph Van den Eynde (* 1903), Pilot
- André Edmond Moulin (* 1907), Copilot
- Josef Baus (* 1910), Radiofunker
- Charles Deleusse (* 1912), Bordingenieur

## Untersuchung
Schon am 10. Oktober wurde in Belgien eine Untersuchungskommission zusammengestellt. Beteiligt waren Vertreter der Direction générale du transport aérien (DGTA), des belgischen Verkehrsministeriums, der Sabena und ein Ingenieur der SABCA (Société Anonyme Belge des Constructions Aéronautiques). Die deutsche Untersuchungskommission bestand aus Offizieren der Luftwaffe und Spezialisten der Lufthansa. Obwohl nach dem Gesetz Deutschland allein berechtigt war, den Unfall zu untersuchen, arbeiteten beide Kommissionen eng zusammen.
Über die Ursachen des Unfalls gibt es eine Reihe von Spekulationen, die sich auf verschiedene Indizien stützen: schlechtes Wetter, ein verschwundener Aktenkoffer, das Abbrechen einer Tragfläche am Motor sowie eine vermutete Kollision mit einer anderen Maschine.
Theorie 1 – Verlust Propeller / Abbruch einer Tragfläche
Da die Tragfläche am Motor abbrach, wurde vermutet, dass der Propeller abbrach und die Tragfläche dadurch beschädigte. In Folge des Verlustes des Propellers ging die Kontrolle über die Maschine verloren, sie ging in einen Sturzflug über, wobei die beschädigte Tragfläche abbrach.
Theorie 2 – Bombenanschlag
Es wurde von der Sichtung eines Passagiers mit einem Aktenkoffer berichtet, was zu Spekulationen Anlass gab, in dem Koffer sei eine Bombe gewesen, die das Flugzeug zum Absturz brachte. Bei der Untersuchung wurden auch Sprengstoffspuren im Bereich des Cockpits gefunden.
Theorie 3 – Schlechtes Wetter

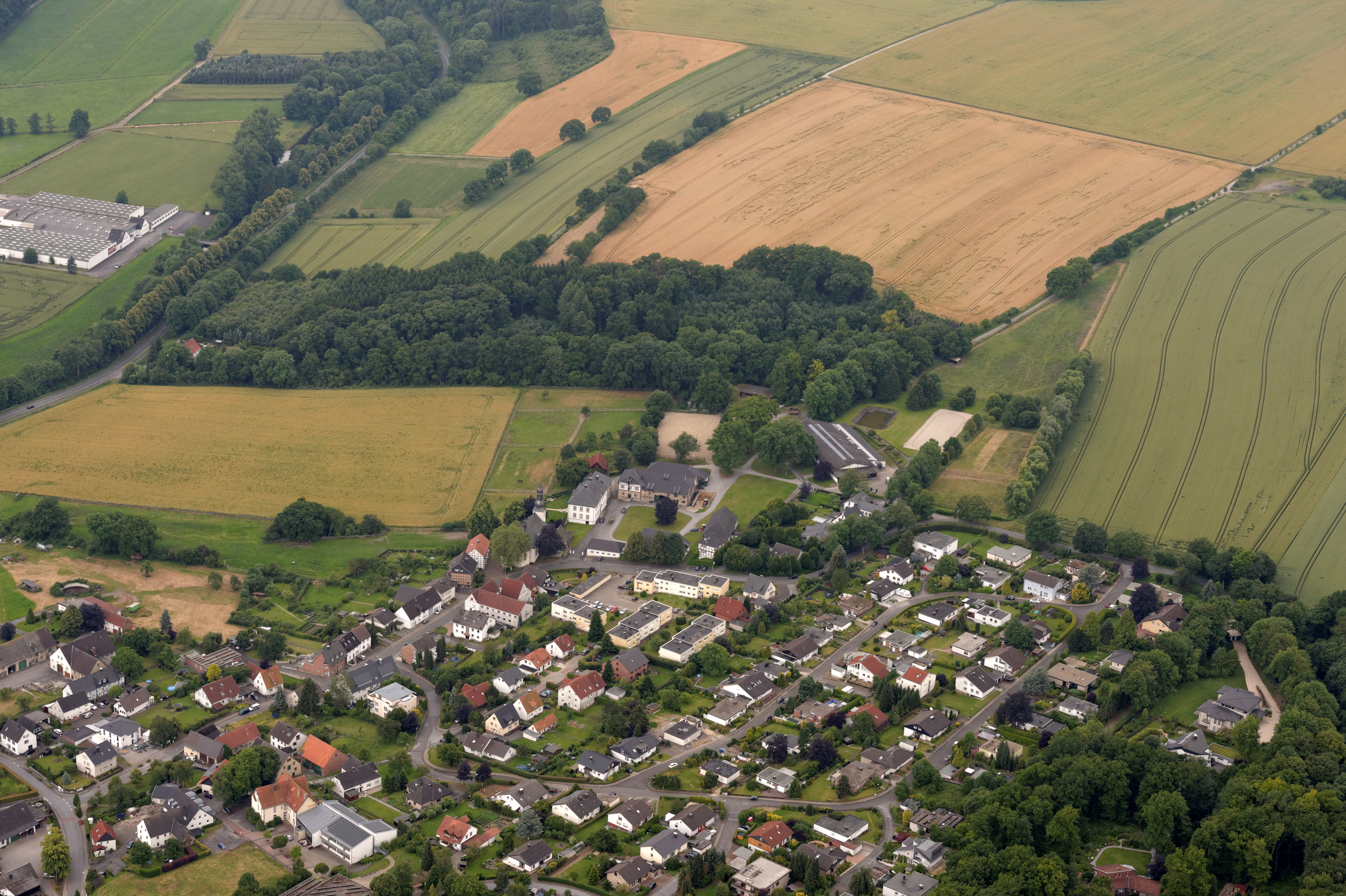
Möhnesee-Günne, Absturzort auf dem Acker im rechten oberen Viertel des Bildes

Zur Zeit des Absturzes herrschte schlechtes Wetter, weshalb die Ermittler am Anfang der Untersuchungen annahmen, dass das Wetter zu einem Kontrollverlust oder zu strukturellem Versagen geführt habe – was aber schnell als unwahrscheinlich galt, da es keinen ähnlichen Unfall mit einer Savoia-Marchetti SM.73 gab.
Theorie 4 – Flugzeugkollision
Die Flugbesatzung wurde aufgefordert, einem anderen Flugzeug auszuweichen; aber es ist nicht klar, ob die Crew darauf reagierte. Einige vermuteten, dass die Maschinen kollidierten; aber es wurde kein zweites Trümmerfeld gefunden, und es gab auch keine Meldungen über den Verlust eines zweiten Flugzeugs. Es ist auch nichts Näheres von dem anderen Flugzeug bekannt, außer dass es sich im selben Luftraum befand.

## Gedenkstein
In unmittelbarer Nähe des Absturzortes in der Feldflur westlich von Günne befindet sich ein Gedenkstein an den Flugzeugabsturz, auf dem die Namen der drei ums Leben gekommenen Rheinmetall-Mitarbeiter genannt sind. Die Aufstellung des Steins wurde kurze Zeit nach dem Unglück von Annemarie Luther, der Witwe Friedrich Luthers, veranlasst. Die Inschrift auf der Tafel lautet: 
FRIEDRICH LUTHER / HANS FISCHER / ERNST MAURACH
† 10. 10. 38
IHR LEBEN GALT / DEUTSCHLANDS / STÄRKE
Die Namen der anderen 17 getöteten Personen sind nicht genannt.